# 이슬람 삿파예프
이슬람 나자르고자예비치 삿파예프(카자흐어: Ислам Назарғожайұлы Сәтбаев 이슬람 나자르고자울르 새트바예프, 러시아어: Ислам Назаргожаевич Сатпаев, 1998년 9월 21일~)는 카자흐스탄의 사격 선수로 주 종목은 소총이다. 2024년 하계 올림픽 10m 공기소총 혼성전 종목에서 동메달을 획득했다.
원래 성씨는 우세이노프(러시아어: Усеинов)이다.

## 경력
1998년 알마티에서 태어났다.
2017년 카자흐스탄 주니어 국가대표로 활동했으며 2021년에 카자흐스탄 사격 국가대표로 발탁되었다. 그 해 9월 카자흐스탄 심켄트에서 열린 아시아 공기총 선수권 대회에 참가했고 금메달 2개와 동메달 1개를 획득했다. 그는 10m 공기소총 개인전과 단체전에서 금메달을 획득했고 옐리자베타 베즈루코바와 함께 혼성전 동메달을 획득했다.
2022년 5월에는 바쿠에서 열린 월드컵 10m 공기소총 종목에서 미란 마리치치와 라자르 코바체비치의 뒤를 이어 3위에 오르면서 선수 경력 첫 월드컵 메달을 획득했다.
2023년부터 성을 삿파예프로 바꾸고 국제 대회에 출전했다. 그 해 9월에는 중국 항저우에서 열린 2022년 아시안 게임에서 알렉산드라 레와 함께 10m 공기소총 혼성전 동메달을 획득했다.
2024년 7월 프랑스 파리에서 열린 2024년 하계 올림픽에서 레와 함께 10m 공기소총 혼성전 종목에서 동메달을 획득했다.